# 管弦楽のための協奏曲 (ヒンデミット)
管弦楽のための協奏曲 (かんげんがくのためのきょうそうきょく、独: Konzert für Orchester) 作品38は、ドイツの作曲家パウル・ヒンデミットが1925年に作曲した作品である。

## 概要
「管弦楽のための協奏曲」という分野では1943年に作曲されたバルトークの作品が有名であるが、この分野を創始したのはヒンデミットのこの作品が始まりである。
作品はバロック時代の合奏協奏曲の形式から着想を得ている。

## 初演
作品は1925年7月18日にデュースブルク音楽祭にて作曲者自身の指揮によって初演された。
日本初演は2011年7月19日に下野竜也指揮、読売日本交響楽団によって初演された。

## 編成

### 木管楽器
フルート2(どちらもピッコロ持ち替え)、オーボエ2、小クラリネット、クラリネット、バスクラリネット、ファゴット2、コントラファゴット

### 金管楽器
ホルン3、トランペット2、トロンボーン2、バステューバ

### 打楽器
ティンパニ、スネアドラム、ミディアムラージドラム、シンバル付きバスドラム、タンバリン、トライアングル、ウッドブロック、むち

### 弦楽器
弦5部

## 楽曲構成
全4楽章からなる。演奏時間は約12分。
- 第1楽章 Mit Kraft, mäßig schnelle Viertel, ohne Pathos und stets lebendig
- 第2楽章 Sehr schnelle Halbe
- 第3楽章 Marsch für Holzbläser: Nicht zu langsame Viertel
- 第4楽章 Basso ostinato: Schnelle Viertel